# Zdeněk Podskalský mladší

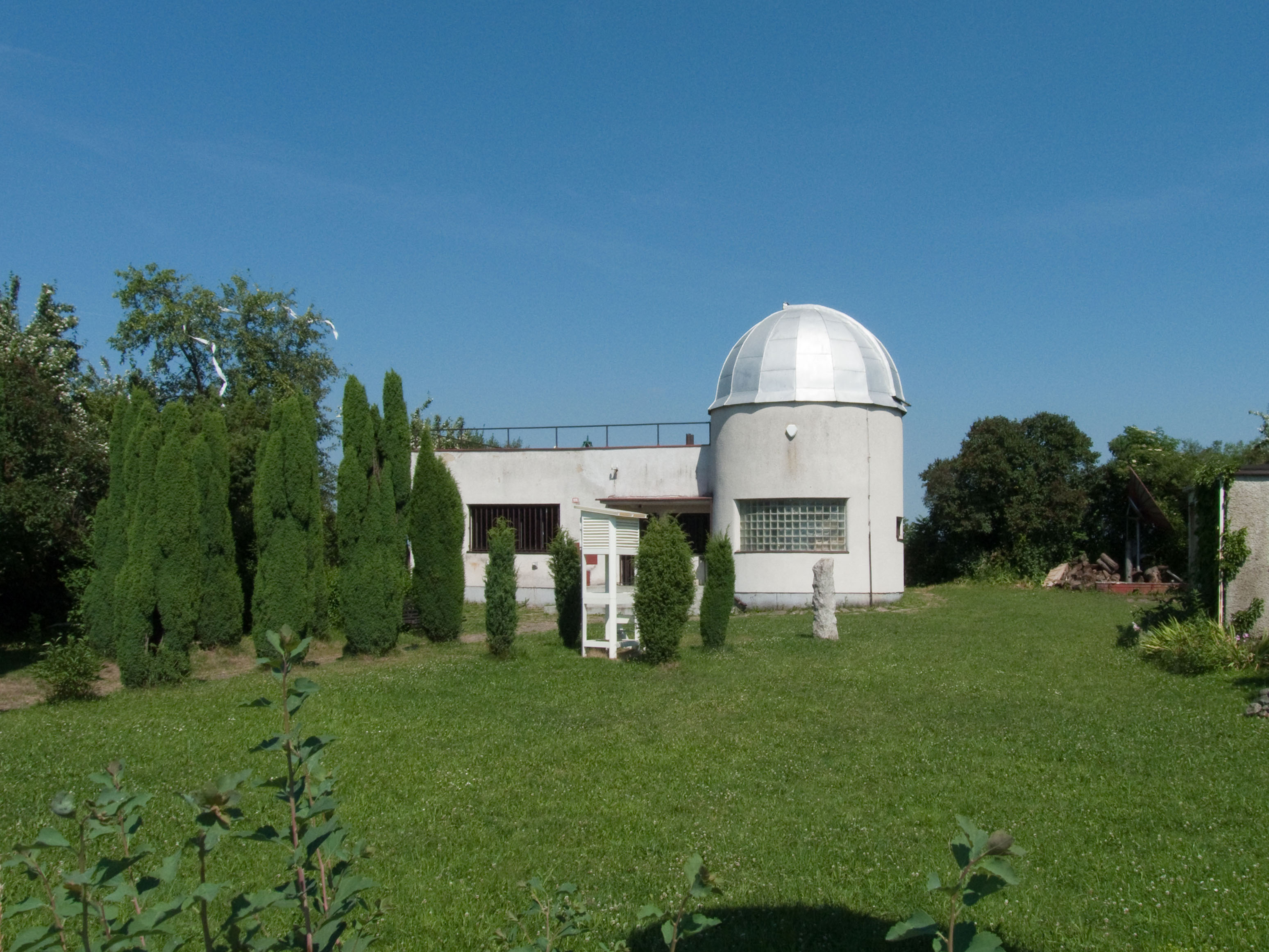
Budova hvězdárny ve Vlašimi v okrese Benešov

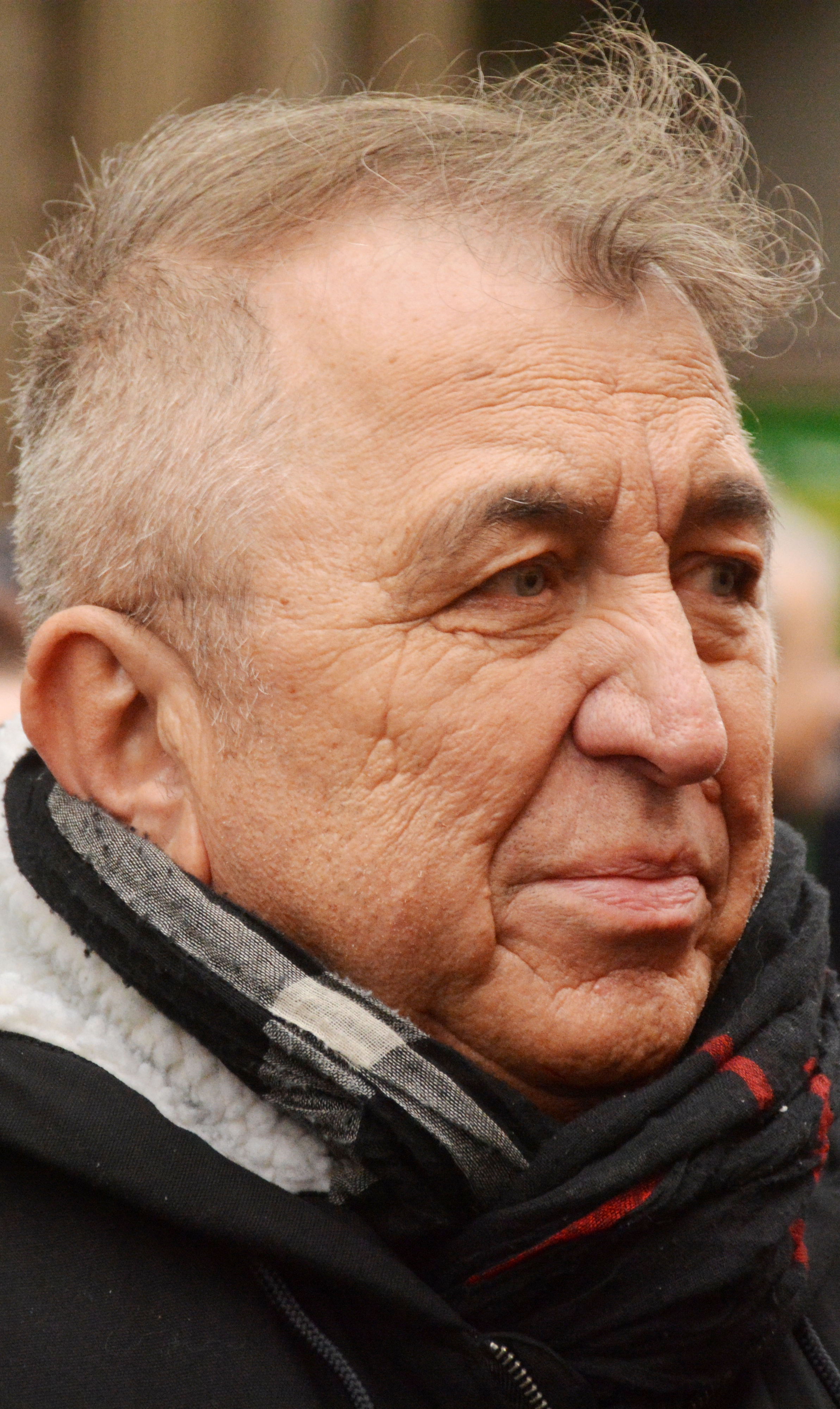
Fero Fenič (2017)

Zdeněk Podskalský mladší (někdy uváděn jako Zdeněk Podskalský II.) (* 21. prosince 1957 Praha) je český filmový dokumentarista, režisér, autor námětů a scenárista. Je synem televizního a filmového režiséra, scenáristy a herce Zdeňka Podskalského.

## Život
Zdeněk Podskalský ml. studoval na ČVUT, později pak na FFUK a nakonec na FAMU. Natočil řadu krátkých filmů a portrétů světově známých osobností, s nimiž získal několik ocenění na domácích festivalech.
Zdeněk Podskalský ml. je spoluautorem publikace Lásky a nelásky, aneb, Není tam nahoře ještě někdo jinej? vydané tři roky po smrti Zdeňka Podskalského Kniha je souborem deníkových záznamů a fejetonů jeho otce Zdeňka Podskalského z let 1965 až 1993.

## Tvorba
- 1987 – V roce 1987 dokončil Zdeněk Podskalský mladší svůj dokumentární film – ročníkovou práci na FAMU. Film s názvem Legenda pojednával o lidovém léčiteli Jindřichu Pasekovi (1928–2005). Film byl promítnut na FAMU a v roce 1988 na semináři O mezních otázkách astronomie, jenž byl pořádán na hvězdárně ve Vlašimi.[6]
- 1987 – V roce 1987 napsal scénář a zhostil se režie dokumentárního filmu nazvaného Fyzikové v roce 2.[7] Film natočil jako student 3. ročníku studia na Katedře dokumentární tvorby.[4]
- 1993 – V roce 1993 a 1994 se začal námětově, scenáristicky a režijně podílet na rozsáhlém televizním dokumentárním cyklu GEN.[7] Jednalo se o projekt České televize zachycující krátké portréty objektivně a apoliticky vybrané „stovky Čechů – elity národa, o nichž se do doby před sametovou revolucí nesmělo buď mluvit nebo ano, ale jen velmi okrajově“. V této sérii GENu zpracoval Zdeněk Podskalský II portréty následujících osobností: Otto Wichterle, Jiří Bičák, Jan Švejnar, Jiří Šedivý.
- 1994 – V roce 1994 participoval námětově, scenáristicky a režijně na dokumentárních filmech ze série pořadů Oko - pohled na současnost.[7] Projekt periodického dokumentárního pořadu reflektujícího život v České republice po sametové revoluci inicioval Fero Fenič. Společnost Febio, založená za tímto účelem, produkovala každých 14 dní dvacetiminutové dokumentární pořady z autorských dílen různých českých a slovenských filmových dokumentaristů všech generací. Mnohé díly tohoto dokumentárního cyklu získaly ceny na tuzemských a zahraničních festivalech a byly přebírány do vysílání zahraničních televizních stanic.[8]
- 1996 – V rámci projektu České televize GENUS (v letech 1995 až 1996) se podílel (námět, scénář, režie) na tvorbě 99 dílného životopisného dokumentárního seriálu, který popisoval životy celkem 102 významných osobností (několik dílů bylo tvořeno tzv. dvojportéty).[7] Jednotlivé díly projektu GENUDS byly vysílány s týdenní periodou. Projekt GENUS navazoval na předchozí úspěšný videocyklus GEN.[9] Zdeněk Podskalský mladší zde zpracoval dokumentární portréty těchto osobností: Ferdinand Knobloch a Zdeněk Johan.
- 1996 – Na předešlé (divácky sledované) filmové cykly GEN a GENUS navazoval v roce 1996 další dokumentární cyklus V.I.P., který představil veřejnosti další přední a vlivné osobnosti konce 80. let 20. století a 90. let 20. století (z počátku posametové historie samostatné České republiky).[10] Zdeněk Podskalský II zde opět spolupracoval ve třech oblastech (režie, náměty, scénáře).[7]
- 1998 – V letech 1997 a 1998 následoval další projekt z dílny Febia, jenž se jmenoval Jak se žije... a byl koncipován jako společensko–kritický dokumentární televizní cyklus. Zdeněk Podskalský ml. se podílel na námětech, scénářích a režii.[7] Na rozdíl od zobrazování života osobností a elit se tento projekt soustředil na umělecké podchycení pozitivních stránek a dobrodružství všedního života „obyčejných lidí“, které spojuje nebo rozděluje nějaký „klíč“. Dramaturgickým záměrem bylo zobrazit v kontrastech různé profese, názorové (s levicovým - pravicovým cítěním, s fanatickým vztahem k práci - pragmatici), věkové (mladí - staří, odborníci - začátečníci), zájmové, sociální (chudí - bohatí, úspěšní - neúspěšní, vzdělaní - laici a samouci), místně různé (hrdinové z města - venkova, Moravy - Čech, nížin - hor) a další skupiny na konci 20. století, jejich život a myšlení. Mimoděk tak vznikla dosud neexistující nová televizní forma „dokumentárního fejetonu“.[11]
- 2002 – Pro druhou řadu televizního projektu GEN (vysílanou premiérově v letech 2001 až 2002) zpracoval Zdeněk Podskalský mladší díly o těchto osobnostech: Jan Švejnar a Jiří Šedivý
- 2010 – V roce 2010 spolupracoval na scénáři k české filmové komedii Doktor od Jezera hrochů.[7][12] (Režie: Zdeněk Troška; film podle námětu stejnojmenné knihy Miloslava Švandrlíka)

## Publikační činnost
- PODSKALSKÝ, Zdeněk, KOENIGSMARK, Alex, ed. a PODSKALSKÝ, Zdeněk, ed. Lásky a nelásky, aneb, Není tam nahoře ještě někdo jinej?. 1. vydání Praha: Forma, s.r.o. 1996. 222 stran, (32 stran ilustrací; 4 předsádky; počet reprodukcí: 2 barevné; 49 černobílých); ISBN 80-902106-8-6.[5]